# Теодюль Арман Рібо
Теодюль Арман Рібо (фр. Théodule Ribot, нар. 18 грудня 1839 Гінгам — пом. 9 грудня 1916, Париж) —  французький психолог, педагог, член Французької академії.

## Біографія та внесок у розвиток науки
Народився 18 грудня 1839 року в Бретані, у місті Гінгам. Навчався у ліцеї міста Сен-Бріє, пізніше став членом його адміністрації. Через два роки після закінчення переїхав у Париж. В столиці закінчив Вищу нормальну школу і у 1875 році отримав докторськтупінь.
Був професором у Колеж де Франс, викладав порівняльну та експериментальну психологію. За свою викладацьку діяльність отримав академічне визнання у Франції.
1885 рік — заснував у Парижі Товариство фізіологічної психології.
З 1889 року — директор Французької психологічної лабораторії.
1889 рік — голова 1-го Міжнародного психологічного конгресу, який відбувся у Парижі.
Засновник та редактор журналу «Revue philosophique». В журналі публікуються, переважно, представники позитивного напрямку, але зустрічаються також роботи представників інших течій. Зокрема, можна побачити роботи іноземних авторів: німецьких (Едуард фон Гартман, Рудольф Герман Лотце, Горвич та іші), англійських (Джордж Генрі Льюис, Спенсер й інші, італійських (Мантегацца), російських (Евген Валентинович Де Роберті та Миколай Якович Грот).

## Основні засади теорії Рібо
```
«...хвороба є найнеймовірнішим експериментом, що здійснений самою природою 
 в точно визначених обставинах та такими методами, які недоступні людині»
[
2
]
```

Праці Рібо з психології вирізняються достовірними медичними фактами та обережністю у висновках. Як психолог-емпірик, Рібо намагався сформувати психологію як науку точну, в якій особисті світоглядні стереотипи дослідника будуть зайвими. Виступивши проти спіритуалізму так званої еклектичної школи (Кузен та інші), що панувала у французькій психології та філософії тих часів, на основі критичного аналізу основних напрямків тогочасної психологій (англійської з її асоціанізом та німецької з її атомізмом) Рібо намагався сформувати програму нової науки, яка базувалась би на реальному досвіді, ставши, таким чином, родоначальником емпіричного напрямку психології у Франції.
Рібо ставив перед науковою психологією задачу дослідження конкретних фактів психічного життя людини та їх зв'язків із фізіологічними та соціальними умовами і вважав, що психологія має бути експериментальною. На відміну від Вундта, під експериментальною психологією він мав на увазі перш за все патопсихологічний експеримент.
Теодюль Рібо був одним із перших західних науковців, хто визнав роль рефлективної теорії Сєченова при поясненні сутності та нейрофізіологічних механізмів психічного життя.
Праці Рібо значною мірою вплинули на подальший розвиток французької психології та таких психологів як П'єр Жане, Шарль Блондель, Анрі Валлон, Андре Омбердан, Даніель Лагаш, Жульєт Фаве-Бутоньє та інших.
Теодюль Рібо відомий також своєю руховою теорією довільної уваги та уявлення, а також роботами про психологію почуттів, які здійснили значний вплив на англійську психологію (Мак-Дауголл та інших).

## Наукові праці
- 1870 — La Psychologle anglaise contemporaine,
- 1873 — L'Hérédité. Étude psychologique,
- 1874 — La Philosophie de Schopenhauer,
- 1879 — La Psychologie allemande contemporaine,
- 1881 — Les Maladies de la mémoire,
- 1882 — Les Maladies de la volonté,
- 1885 — Les Maladies de la personnalité,
- 1886 — La Psychologie du raisonnement: recherches expérimentales par l'hypnotisme,
- 1888 — La Psychologie de l'attention,
- 1894 — Psychologie des grands calculateurs et des joueurs d’échecs,
- 1896 — La Psychologie des sentiments,
- 1897 — L'Evolution des idées genérales,
- 1900
  - Essai sur l'imagination créatrice,
  - La Suggestibilité,
- 1903
  - Les Obsessions et la psychasthénie,
  - L’étude expérimentale de l'intelligence,
- 1904 — La Logique des sentiments,
- 1906 — Essai sur les passions,
- 1910 — Problèmes de psychologie affective,
- 1911 — Les idées modernes sur les enfants,
- 1914 — La vie inconsciente et les mouvements,
- 1919 — Les Médications psychologiques.

Переклади російською мовою:
- Наследственность душевных свойств. Спб., 1884;
- Психология внимания. Спб., 1892;
- Память в ее нормальном и болезненном состояниях. Спб., 1894;
- Болезни личности. Спб., 1896;
- Психология чувств. Спб., 1898;
- Опыт исследования творческого воображения. Спб., 1901;
- Воля в ее нормальном и болезненном состояниях. Спб., 1916.